# Поток при Дорнберку
Поток при Дорнберку (словен. Potok pri Dornberku, итал. Potocce di Montespino) је насељено место у општини Нова Горица, Горишка регија, Словенија.

## Историја
До територијалне реорганизације у Словенији био је у саставу старе општине Нова Горица.

## Становништво
У попису становништва из 2011. године, Поток при Дорнберку је имао 144 становника.
| Број становника према пописима | Број становника према пописима | Број становника према пописима |
| ------------------------------ | ------------------------------ | ------------------------------ |
| 1991                           | 2002                           | 2011                           |
| 110                            | 133                            | 144                            |

Напомена: До 1955. исказивано под именом Поток.